# Lappvaxskivling
Lappvaxskivling (Hygrocybe cinerella) är en svampart som tillhör divisionen basidiesvampar, och som först beskrevs av Robert Kühner, och fick sitt nu gällande namn av Eef J.M. Arnolds. Lappvaxskivling ingår i släktet Hygrocybe, och familjen Hygrophoraceae. Arten är reproducerande i Sverige.